# هالينا كوياتكوسكا
هالينا كوياتكوسكا (25 أبريل 1921 - 13 نوفمبر 2020)، هي ممثلة بولندية.